# Chiesa cattolica in Costa Rica
La Chiesa cattolica in Costa Rica è parte della Chiesa cattolica che riconosce nel vescovo di Roma il suo supremo capo spirituale. Conta circa 3,5 milioni di battezzati - il 90% della popolazione.

## Storia
Il primo europeo a metter piede nell'attuale Costa Rica fu Cristoforo Colombo nel suo quarto viaggio, nel 1502. Il 23 agosto 1513 venne fondata la cattedrale di Santa Maria di Darién, nella regione di Veragua, che divenne sede della prima diocesi della regione nel 1521, da cui dipendevano le regioni di León (oggi Nicaragua) e di Castilla de Oro (oggi Costa Rica). Nel 1539 appare per la prima volta in un documento ufficiale il nome di Costa Rica; l'anno successivo è creata la provincia di Cartago, che sarà all'origine dell'attuale suddivisione amministrativa della Costa Rica. Dal punto di vista ecclesiastico, essa dipendeva dal vescovo di León (suffraganeo dell'arcidiocesi di Siviglia), che aveva il compito della cura pastorale e spirituale degli abitanti della provincia di Cartago. Solo a partire dal 1560 arrivano i primi missionari francescani, che iniziano l'evangelizzazione del territorio costaricano.
Con decreto reale del 6 luglio 1565 il vescovo del Nicaragua divenne vescovo anche della Costa Rica, suffraganeo dall'arcidiocesi di Lima fino al 1743. Dal 1773 la Chiesa cattolica di Nicaragua e Costa Rica divenne suffraganea dell'arcidiocesi del Guatemala.
Data fondamentale per la nascita di una Chiesa cattolica locale indipendente è il 1736, quando venne fondata la parrocchia di Aserrí e Villa Nueva de la Boca del Monte, posta sotto il patronato di San Giuseppe (San José). Nel 1751 il vescovo di Nicaragua e Costa Rica visita per la prima volta la parrocchia, da tutti ormai chiamata di San José.
Nel 1782 il vescovo don Esteban Lorenzo de Tristán, in visita pastorale in Costa Rica, fonda la città di Alajuela, ricostruisce le chiese parrocchiali di Cartago, Villa Nueva, Guanacaste e Bagaces. Nel 1812 San José ottiene dal governo centrale madrileno il titolo di città. Nel 1840 terminano i lavori di costruzione della nuova chiesa di San José.
Con la bolla Christiani religionis autor del 28 febbraio 1850, papa Pio IX eresse la diocesi di San José di Costa Rica, affidata al suo primo vescovo Anselmo Llorente y Lafuente. Papa Benedetto XV, il 16 febbraio 1921, eresse la provincia ecclesiastica della Costa Rica, elevando ad arcidiocesi la diocesi di San José, e creando la diocesi di Alajuela ed il vicariato apostolico di Limón.

## Organizzazione ed istituzioni
La Chiesa cattolica è presente sul territorio con 1 sede metropolitana e 7 diocesi suffraganee.
- Arcidiocesi di San José de Costa Rica
  - Diocesi di Alajuela
  - Diocesi di Cartago
  - Diocesi di Ciudad Quesada
  - Diocesi di Limón
  - Diocesi di Puntarenas
  - Diocesi di San Isidro de El General
  - Diocesi di Tilarán-Liberia

## Nunziatura apostolica
Fin dall'Ottocento la città di San José fu sede di un delegato apostolico. Nel 1882 Roma decise di stabilire relazioni diplomatiche con la Costa Rica, ma il delegato apostolico Giuseppe Magno, scelto per il nuovo ufficio di nunzio apostolico, declinò l'incarico. Nel 1884 la Santa Sede nominò Teodoro Valfrè di Bonzo delegato apostolico nella Costa Rica, ma i moti antireligiosi scoppiati nel Paese ne impedirono la partenza, e l'anno successivo fu nominato vescovo di Cuneo.
Nel 1917 la delegazione apostolica fu elevata al rango di internunziatura, che negli anni successivi cambiò nome più volte a seconda del numero dei Paesi aderenti. Il 30 settembre 1933 fu istituita la nunziatura apostolica di Costa Rica, Nicaragua e Panamá. Nel 1938 fu istituita la nunziatura apostolica della Costa Rica.

### Delegati apostolici
- Luigi Clementi † (26 agosto 1851 - 1861 dimesso)
- Serafino Vannutelli † (18 luglio 1869 - 10 settembre 1875 nominato nunzio apostolico in Belgio)
- Mario Mocenni † (14 agosto 1877 - 28 marzo 1882 nominato internunzio apostolico in Brasile)
- Teodoro Valfrè di Bonzo † (10 luglio 1884 - 27 marzo 1885 nominato vescovo di Cuneo)
- Giovanni Cagliero, S.D.B. † (10 giugno 1908 - 6 dicembre 1915 dimesso)

### Internunzi apostolici
- Giovanni Battista Marenco, S.D.B. † (2 febbraio 1917 - 22 ottobre 1921 deceduto)
- Angelo Rotta † (16 ottobre 1922 - 9 maggio 1925 nominato delegato apostolico a Costantinopoli)
- Giuseppe Fietta † (27 febbraio 1926 - 23 settembre 1930 nominato nunzio apostolico ad Haiti e nella Repubblicana Dominicana)
- Carlo Chiarlo † (28 gennaio 1932 - 30 settembre 1933)

### Nunzi apostolici
- Carlo Chiarlo † (30 settembre 1933 - 3 dicembre 1941 dimesso)
  - Antonio Taffi (1941 - 1946) (incaricato d'affari)
- Luigi Centoz † (3 dicembre 1941 - 1952 dimesso)
- Paul Bernier † (7 agosto 1952 - 21 maggio 1955 dimesso)
- Giuseppe Maria Sensi † (21 maggio 1955 - 12 gennaio 1957 nominato delegato apostolico di Gerusalemme e Palestina)
- Gennaro Verolino † (25 febbraio 1957 - 1963 nominato segretario della Sacra Congregazione del Cerimoniale)
- Paolino Limongi † (15 agosto 1963 - 9 luglio 1969 nominato pro-nunzio apostolico in Iran)
- Angelo Pedroni † (19 luglio 1969 - 15 marzo 1975 nominato pro-nunzio apostolico in Siria)
- Lajos Kada † (20 giugno 1975 - 8 aprile 1984 dimesso)
- Pier Giacomo De Nicolò † (14 agosto 1984 - 11 febbraio 1993 nominato nunzio apostolico in Siria)
- Giacinto Berloco (17 luglio 1993 - 5 maggio 1998 nominato nunzio apostolico in Belize e a El Salvador)
- Antonio Sozzo (23 maggio 1998 - 17 luglio 2003 nominato nunzio apostolico in Marocco)
- Osvaldo Padilla (31 luglio 2003 - 12 aprile 2008 nominato nunzio apostolico in Corea)
- Pierre Nguyễn Văn Tốt (13 maggio 2008 - 22 marzo 2014 nominato nunzio apostolico nello Sri Lanka)
- Antonio Arcari (5 luglio 2014 - 25 maggio 2019 nominato nunzio apostolico nel Principato di Monaco)
- Bruno Musarò (29 agosto 2019 - 11 luglio 2023 ritirato)
- Mark Gerard Miles, dal 9 luglio 2024

## Conferenza episcopale
La Conferenza è uno dei membri del Consiglio episcopale latinoamericano (CELAM).

Elenco dei presidenti della Conferenza episcopale della Costa Rica:
- Arcivescovo Carlos Humberto Rodríguez Quirós (1964 - 1970)
- Arcivescovo Román Arrieta Villalobos (1970 - 2002)
- Vescovo José Francisco Ulloa Rojas (2002 - settembre 2008)
- Arcivescovo Hugo Barrantes Ureña (settembre 2008 - agosto 2011)
- Vescovo Oscar Gerardo Fernández Guillén (agosto 2011 - 11 agosto 2017)
- Arcivescovo José Rafael Quirós Quirós (11 agosto 2017 - 7 agosto 2020)
- Vescovo José Manuel Garita Herrera (7 agosto 2020 - 7 settembre 2023)
- Vescovo Javier Gerardo Román Arias, dal 7 settembre 2023

Elenco dei vicepresidenti della Conferenza episcopale della Costa Rica:
- Arcivescovo José Rafael Quirós Quirós (2012 - 11 agosto 2017)
- Vescovo Gabriel Enrique Montero Umaña, O.F.M.Conv. (11 agosto 2017 - 7 agosto 2020)
- Vescovo Mario Enrique Quirós Quirós, dal 7 agosto 2020

Elenco dei segretari generali della Conferenza episcopale della Costa Rica:
- Vescovo Enrique Bolaños Quesada (1963 - 1970)
- Vescovo Ignacio Nazareno Trejos Picado (1970 - 1975)
- Vescovo Antonio Troyo Calderón (1979 - 2002)
- Vescovo Vittorino Girardi Stellin, M.C.C.J. (2002 - 2008)
- Vescovo Óscar Gerardo Fernández Guillén (2008 - agosto 2011)
- Vescovo Ángel San Casimiro Fernández, O.A.R. (2012 - 11 agosto 2017)
- Vescovo Javier Gerardo Román Arias (11 agosto 2017 - 7 agosto 2020)
- Vescovo Daniel Francisco Blanco Méndez (7 agosto 2020 - 7 settembre 2023)
- Vescovo Bartolomé Buigues Oller, T.C., dal 7 settembre 2023